# ستانيسلاف بوزدنياكوف
ستانيسلاف بوزدنياكوف (الروسية: Станисла́в Алексе́евич Поздняко́в) هو لاعب أولمبي لرياضة مبارزة سيف الشيش من روسيا. شارك في الأولمبياد الصيفي في 1992–2004، وفاز بما مجموعه 5 ميداليات.

## الميداليات
| ذهب | فضة | برونز | المجموع |
| 4   | 0   | 1     | 5       |

## روابط خارجية
- ستانيسلاف بوزدنياكوف على موقع الاتحاد الدولي للمبارزة (الإنجليزية)
- ستانيسلاف بوزدنياكوف على موقع اللجنة الأولمبية الدولية (الإنجليزية)
- ستانيسلاف بوزدنياكوف على موقع أوليمبيديا (الإنجليزية)